# Jean Emile Humbert

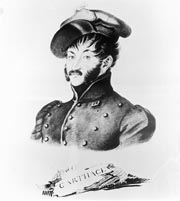
Jean Emile Humbert (Rijksmuseum van Oudheden, Leiden)

Jean Emile Humbert (Den Haag, 23 juli 1771 – Livorno, 20 februari 1839) was een Nederlands militair ingenieur die de verdwenen stad Carthago herontdekte. Hij deed opgravingen en kocht grote verzamelingen oudheden aan die een belangrijk deel vormen van de collectie van het Rijksmuseum van Oudheden in Leiden. Voor zijn verdiensten kreeg hij de Orde van de Nederlandse Leeuw, eerst Officier en in 1825 Ridder. In 1825 werd hij benoemd tot corresponderend lid van de Koninklijke Nederlandse Akademie van Wetenschappen.
Humbert was een zoon van Jean Humbert, een Nederlandse kunstschilder van Zwitserse en Franse komaf. Zijn broer was de geleerde, schrijver en kunstenaar David Pierre Giottino Humbert de Superville.
Hij volgde een opleiding tot militair ingenieur in 's-Hertogenbosch en Maastricht en kreeg de rang van luitenant. Hij weigerde echter de in 1795 gevestigde Bataafse Republiek te dienen en reisde in 1796 met twee andere officieren af naar Tunesië om een nieuwe haven in Tunis aan te leggen voor de vloot van de plaatselijke heerser, Hammoeda ibn Ali. Humbert vond onderdak bij de Nederlandse consul, Antoine Nijssen, en trouwde in 1801 met diens dochter Thérèse. Zij overleed in 1825; hun enige dochter stierf op vijftienjarige leeftijd.
Humbert was gefascineerd door de geschiedenis van Tunesië en vooral door de verloren gegane stad Carthago, waarvan de overblijfselen zich ergens rond de stad Tunis zouden moeten bevinden. Hoewel de Tunesische heerser geen archeologisch onderzoek toestond, had Humbert als ingenieur veel vrijheid om het terrein rond Tunis te bestuderen. Samen met de Italiaan Camillo Borgia ondernam hij verschillende expedities waarbij hij tekeningen maakte van ruïnes en oudheden. In 1817 kreeg Humbert vier complete grafstèles en twee objecten met inscripties in het Punisch (de taal van Carthago) in handen. Met deze uitzonderlijke vondst lukte het hem om de locatie van Carthago te bepalen.

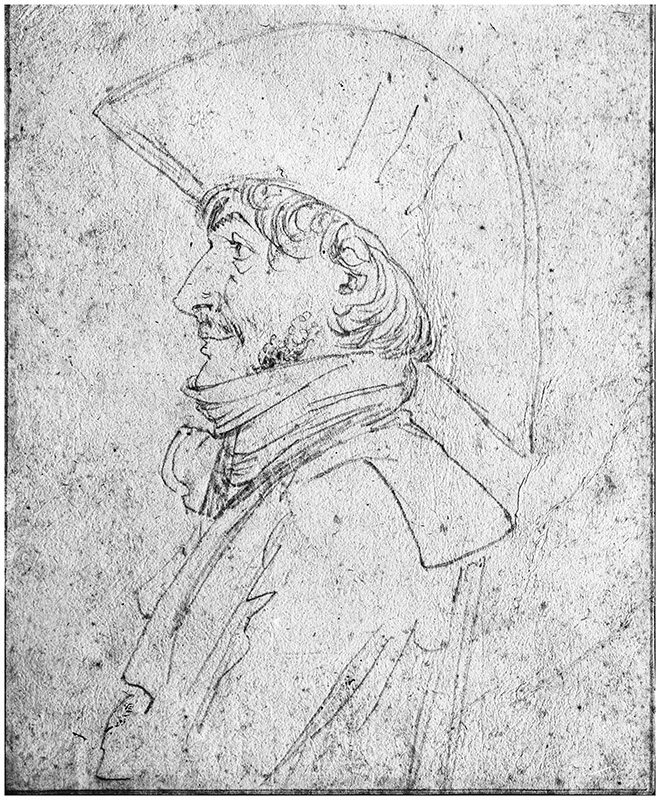
Jean Emile Humbert (collectie RMO)

In 1819 keerde Humbert terug naar Nederland, waar het Rijksmuseum van Oudheden in Leiden zijn verzameling oudheden en aantekeningen aankocht. Professor Caspar Reuvens, de eerste directeur van het museum, wilde samen met Humbert een boek over Carthago publiceren en verzocht de Nederlandse regering daarom om een expeditie van Humbert naar Tunesië te financieren.
Humbert vertrok begin 1822 naar Tunesië om opgravingen te doen bij Carthago en om oudheden aan te kopen voor het museum, waaronder negen grote standbeelden die in 1800 in Utica (nabij Tunis) waren opgegraven. Hij wist acht van de negen beelden in handen te krijgen. Vervolgens voerde hij opgravingen uit op de plek waar hij de stèles had gevonden, de vermoedelijke locatie van Carthago.
Reuvens stuurde Humbert in 1826 nogmaals naar Tunesië, maar deze kwam niet verder dan de Italiaanse stad Livorno. Hier kocht hij zes Etruskische askisten aan voor het museum. Reuvens dacht eerst dat ze namaak waren omdat Etruskische oudheden in die tijd nog zeer zeldzaam waren. Humbert wist echter aan te tonen dat de askisten echt waren. Hierna kocht hij een aantal grote verzamelingen van Etruskische en Egyptische oudheden, waaronder de collectie van Giovanni d'Anastasi, bestaande uit zo'n 5.600 objecten (waaronder het dubbelbeeld van de machtige Egyptische ambtenaar Maya en zijn vrouw Merit), die nog steeds een belangrijk gedeelte van de museumcollectie uitmaakt. De onderhandelingen over de collectieaankopen konden jaren duren omdat hij per brief ruggespraak moest voeren met het thuisfront voordat hij een nieuw bod kon doen.
Helaas kwam het boek over Carthago nooit af omdat Reuvens in 1835 overleed. Humbert verbleef de laatste jaren van zijn leven in Italië, waar hij in 1839 overleed.
- Biblioteca Nacional de España: XX997025
- Bibliothèque nationale de France: cb12233991r (data)
- Biografisch Portaal: 08199206
- Gemeinsame Normdatei: 120647745
- International Standard Name Identifier: 0000 0001 1759 0033
- Library of Congress Control Number: n84179515
- Nederlandse Thesaurus van Auteursnamen: 070091749
- Istituto Centrale per il Catalogo Unico: SBLV269024
- Système universitaire de documentation: 081963416
- Virtual International Authority File: 39430568
- WorldCat: E39PBJmTqQV8XtjK4q3dQPKWXd